# دژ مدور

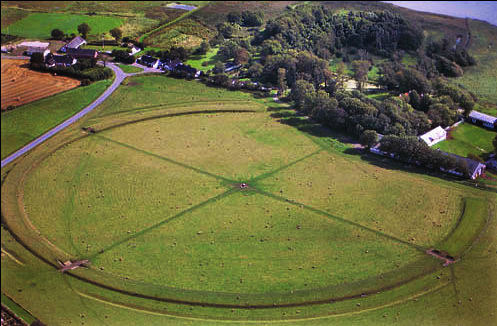
دژ مدور واکینگ‌ها در آگرسبورگ.

دژ مُدَوَر یا چَنبَر-دژ گونه‌ای از دژ است که وایکینگ‌ها در زمان پادشاهی هارالد دندان‌آبی (درگذشته ۹۸۶ میلادی) می‌ساختند. بازمانده‌های شش مورد از این دژها در دانمارک و جنوب سوئد یافته شده‌است.
از آنجا که نخستین نمونه‌ای که از این دژها یافت شد در ترلبورگ (Trelleborg) نزدیک به اسلاگلسه در دانمارک یافت شده به این نوع دژ در کل ترلبورگ هم گفته می‌شود. هارالد از این دژها برای استوار کردن پایه‌های فرمانروایی تازه خود بهره گرفت و برای ساخت این چنبردژها از مهندسان و کارگران خارجی که به بردگی گرفته‌بود استفاده می‌کرد.
این دژها همه کاملاً مدور هستند و قطر آن‌ها از ۱۲۰ متر در فیرکات تا ۲۴۰ متر در آگرسبورگ متغیر است. بیشتر چنبردژها در نزدیکی آب ساخته شده‌اند و آثار به‌دست آمده نشان می‌دهد وایکینگ‌ها کشتی‌ها خود را در نزدیکی این دژها نگه می‌داشتند یا حتی شاید در برخی از این دژها فعالیت‌های مربوط به تعمیر کشتی هم انجام می‌شده است.
نخست باور بر این بود که معماری و طرح این دژها منحصر به دانمارک و وایکینگ‌ها است و پیکرهای بلندقامت یافته شده در خاک آن هم از آن مردمان وایکینگ است اما پژوهش‌های تازه نشان می‌دهد که نمونه‌های مشابه این دژها در آلمان و لهستان هم وجود دارد و پیکرهای یافت‌شده هم مربوط به خارجی‌هایی است که از سوی وایکینگ‌ها به بردگی گرفته شده‌بودند.
دیواره‌های بیرونی این دژها با الوارهایی عمودی از چون بلوط ساخته می‌شد که با تیرهای چوبی افقی به هم وصل می‌شد و در پشت دیواره چوبی خاکریزی انباشته می‌شد که این خاکریز هم با سازه‌های چوبی محصور می‌شد و در بالای آن یک راهرو چوبی روباز ایجاد می‌شد. تنها در دژ ترلبورگ دانمارک ۲۰ هزار متر مکعب خاکریزی در پشت دیواره بیرونی انجام شده‌است.

## دژهای مدور یافت‌شده

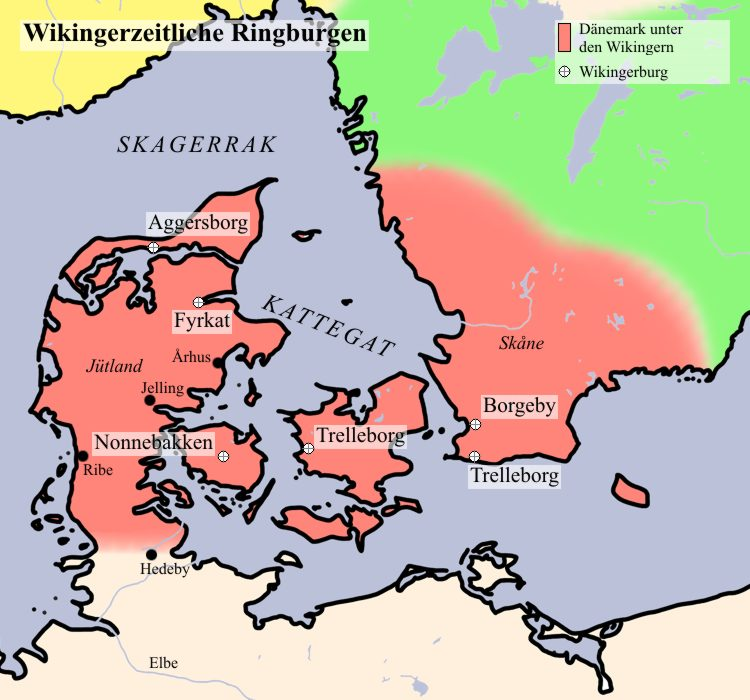
محل چنبردژهای وایکینگی.

- آگرسبورگ نزدیک به لیم‌فیوردن، دانمارک.
- بوریه‌بی (Borgeby) در شمال لوند در لوده اُ، اسکونه، سوئد
- فیرکات (Fyrkat) نزدیک به هوبرو، دانمارک.
- نونه‌باکن (Nonnebakken) در ادنسه، دانمارک.
- ترلبورگ (Trelleborg) نزدیک به اسلاگلسه، دانمارک.
- ترلبوریه (Trelleborg) در اسکونه.